# Emigdio Santamaría Martínez
Emigdio Santamaría Martínez (Elx, 15 d'agost de 1829 - Madrid, 1882) fou un escriptor i polític valencià, diputat a Corts durant el Sexenni democràtic.

## Biografia
El 1858 es va establir a Alacant, on va fundar el diari El Duende i va compondre poesies. A les eleccions municipals de 1860 fou escollit regidor pel Partit Republicà, però no va poder prendre possessió fins a l'arribada al poder d'O'Donnell. El 1863 va ser processat per les autoritats.
El 1865 fou escollit alcalde d'Elx, però el 1866 va patir un atemptat. Per les seves idees revolucionàries l'agost d'aquell any fou empresonat al castell de Santa Bàrbara, d'on fou traslladat al penal de Cartagena (octubre de 1866), deportat a Ceuta i després a Cadis (desembre de 1866). De gener a novembre de 1867 fou bandejat a les Illes Canàries.
Durant la revolució de 1868 fou el cap de les milícies republicanes que es va enfrontar a les forces monàrquiques a Dolors. Després fou nomenat president de la Junta Revolucionària d'Elx i diputat provincial. El gener de 1869 fou escollit novament alcalde d'Elx i a les eleccions generals espanyoles de 1869 fou elegit diputat per Alacant. A les Corts Espanyoles va votar en contra de la Constitució Espanyola de 1869. Alhora, fou un dels signants del Pacte de Tortosa i participà en els fets d'octubre de 1869 a Elx. Després de fugir durant un temps, el novembre va tornar al seu escó.
Va participar en l'Assemblea Federal de Madrid de maig de 1871 i es presentà a les eleccions generals espanyoles de 1871 pel districte d'Elx, però fou derrotat per José Poveda Escribano, mentre que a les d'abril de 1872 fou novament derrotat per Federico Bas. Més sort va tenir a les eleccions generals espanyoles de 1873, quan fou elegit diputat per Elx. Poc després fou nomenat governador civil de la província de Màlaga. El 1874 va votar contra la presidència d'Emilio Castelar.
Després de l'entrada del general Pavía a les Corts Generals fou empresonat a Madrid fins al maig de 1874 amb Joaquín Casalduero Musso i José Fantoni y Solís. Després de la restauració borbònica es va establir a Madrid com a guixaire i fou assassinat per uns malfactors.

## Obres
- Demetria o el sistema métrico al alcance de la mujer (1881)
- Las siete palabras del redentor en la Cruz (1850)